# Angelo Anelli
Angelo Anelli (pseudonymy Marco Landi a Niccolò Liprandi, 10. listopadu 1761, Desenzano del Garda – 9. dubna 1820, Pavia) byl italský básník a libretista.

## Život
Narodil se v Desenzano del Garda a studoval literaturu a poezii na semináři ve Veroně. Od roku 1793 studoval práva na univerzitě v Padově, kde získal titul v kanonickém a občanském právu. V mládí byl aktivní v politice Cisalpínské republiky a byl dokonce i dvakrát uvězněn. Z té doby pochází také sonet „La calamità d'Italia“ (1789) o nepokojích v Itálii pod rakouskou nadvládou, původně připisovaný Ugo Foscolovi.
V letech 1799 až 1817 pracoval Anello jako libretista pro operní dům La Scala v Miláně. Na jeho libreta komponovali opery skladatelé Domenico Cimarosa, Nicola Antonio Zingarelli, Giuseppe Gazzaniga, Gioachino Rossini, Giuseppe Farinelli a další. Jeho libreto L'impostore zhudebnil i český skladatel František Josef Dusík.
V roce 1817 byl jmenován profesorem procedura giudiziaria (soudních postupů) na univerzitě v Pavii a z velké části ukončil svou literární kariéru. Zemřel v Pavii ve věku 58 let.

## Operní libreta
- I due supposti conti ossia Lo sposo senza moglie, dramma giocoso
  - Domenico Cimarosa – 10. října 1784, Milán, Teatro alla Scala
- Cinna, opera seria
  - Bonifazio Asioli – 26. prosince 1792, Milán, Teatro alla Scala
- Egilina, dramma per musica
  - Giovanni Battista Borghi – 26. ledna 1793, Milán, Teatro alla Scala
- L'oro fa tutto
  - Ferdinando Paër – srpen 1793, Milán, Teatro alla Scala
- La lanterna di Diogene, dramma giocoso, pod pseudonymem Niccolò Liprandi
  - Pietro Alessandro Guglielmi – podzim 1793, Benátky, Teatro San Samuele
- La secchia rapita, dramma eroicomico
  - Niccolò Antonio Zingarelli – 7. září 1793, Milán, Teatro alla Scala
  - Francesco Bianchi – 13. února 1794, Benátky, Teatro San Samuele
- Il Cinna
  - Marcos António Portugal – podzim 1793, Florencie
  - Ferdinando Paër – 12. června 1795, Padova, Teatro Nuovo
- Oro non compra amore ossia Il barone di Moscabianca, dramma giocoso
  - Luigi Caruso – 26. listopadu 1794, Benátky
  - Marcos António Portugal – 1804, Lisabon
- Griselda o sia La virtù al cimento, dramma semiserio
  - Ferdinando Paër – červen 1798, Parma, Teatro Ducale
- L'amor sincero, opera buffa
  - Giuseppe Farinelli – 29. května 1799, Milán, Teatro alla Scala
- Il podestà di Chioggia, dramma giocoso
  - Ferdinando Orlandi – 12. března 1801, Milán, Teatro alla Scala
- Il fuoruscito, dramma per musica
  - Vincenzo Pucitta – 16. června 1801, Milán, Teatro alla Scala
- Il marito migliore, dramma giocoso, pod pseudonymem Tommaso Menucci di Goro
  - Giuseppe Gazzaniga – 3. září 1801, Milán, Teatro alla Scala
- I fuorusciti, dramma giocoso
  - Ferdinando Paër – 13. listopadu 1802, Drážďany, Kurfürstliches Theater
- Le lettere ovvero Il sarto declamatore, commedia per musica
  - Ferdinando Orlandi, jaro 1804, Milán, Teatro Carcano
- L'osteria della posta ovvero Il finto sordo, farsa giocosa
  - Giuseppe Farinelli – 18. dubna 1805, Milán, Teatro Carcano
- I saccenti alla moda, dramma giocoso
  - Benedetto Neri – podzim 1806, Milán, Teatro alla Scala
- Né l'un né l'altro, dramma giocoso
  - Johann Simon Mayr – 17. srpna 1807, Milán, Teatro alla Scala
- Belle ciarle e tristi fatti, dramma giocoso (také pod názvem Imbroglio contro imbroglio)
  - Johann Simon Mayr – listopad 1807, Benátky, Teatro la Fenice
- La nemica degli uomini, dramma giocoso
  - Carlo Mellara, Benátky, 1808

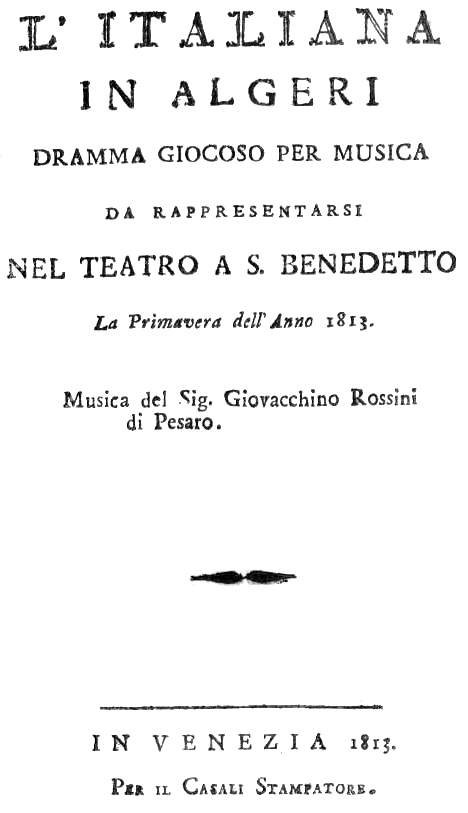
Libreto k opeře Gioachina Rossiniho „Italka v Alžíru“.

- L'Italiana in Algeri, dramma giocoso
  - Luigi Mosca – 16. srpna 1808, Milán, Teatro alla Scala
  - Gioachino Rossini – 22. května 1813, Benátky, Teatro San Benedetto
- Arminia, dramma per musica, pod pseudonymem Marco Landi
  - Stefano Pavesi – 3. února 1810, Milán, Teatro alla Scala
- Chi s'e visto, s'e visto
  - Vincenzo Lavigna – 23. dubna 1810, Milán, Teatro alla Scala
- I filosofi al cimento, dramma giocoso
  - Ercole Paganini – 25. června 1810, Milán, Teatro alla Scala
- Ser Marcantonio, dramma giocoso
  - Stefano Pavesi – 27. září 1810, Milán (předloha k libretu Donizettiho opery Don Pasquale)
- Il cicisbeo burlato, dramma giocoso
  - Ferdinando Orlandi – 1812, Milán, Teatro alla Scala
- Le bestie in uomini, dramma giocoso
  - Giuseppe Mosca – 17. srpna 1812, Milán, Teatro alla Scala
  - Giovanni Tadolini – 1815, Benátky
- L'orbo che ci vede ossia Il medico ciabattino, melodramma
  - Pietro Generali, říjen 1812, Bologna, Teatro Corso
- Arrighetto, dramma per musica, farsa
  - Carlo Coccia – 9. června 1813, Benátky, Teatro S. Moisè
- Bettina vedova (Il seguito di Ser Marcantonio), dramma giocoso
  - Giovanni Pacini – červen 1815, Benátky, Teatro S. Moisè
- I begli usi di città, dramma giocoso
  - Carlo Coccia – 11. října 1815, Milán, Teatro alla Scala
  - Ignazio Azzalli, 1825, Florencie, Teatro della Pergola (pod názvem La moglie avveduta)
  - Giovanni Antonio Speranza – karneval 1840, Lucca, Teatro Pantera, pod názvem Egli è di moda ovvero I begli usi di città
  - Cesare Dominiceti – 1841, Desenzano del Garda
- La Chiarina
  - Giuseppe Farinelli – 14. června 1816, Milán, Teatro alla Scala
- Il matrimonio per procura, farsa giocosa, pod pseudonymem Giordano Scannamusa
  - Giovanni Pacini – 2. června 1817, Milán, Teatro Re
- Dalla beffa il disinganno ossia La poetessa, farsa giocosa, pod pseudonymem Gasparo Scopabirbe
  - Giovanni Pacini – 12. června 1817, Milán, Teatro Re
- Piglia il mondo come viene , dramma giocoso
  - Giovanni Pacini – 28. května 1817, Milán, Teatro Re
- Piglia il mondo come viene, dramma giocoso
  - Giuseppe Persiani – 26. prosince 1825, Florencie, Teatro alla Pergola
- Amore ed equivoco, dramma in un atto (farsa)
  - Quirico Pecile – jaro 1827, Padova, Teatro Novissimo
- La cameriera astuta, dramma giocoso
  - Ferdinando Paini
- L'impostore, opera
  - František Josef Dusík